# 稲田直人
稲田 直人（いなだ なおと、1979年11月6日 - ）は、広島県廿日市市出身の元プロ野球選手（内野手）。右投左打。引退後は、野球解説者、スポーツキャスター、コーチ。

## 経歴

### プロ入り前
1979年に廿日市市で生まれる。中学までは投手をやっていた。後にプロでチームメイトになる3学年上の二岡智宏が骨折しても尚、監督に叱られながらブルペンで投げ続ける姿に衝撃を受け、広陵高校に入学を決意する。入学後は遊撃手に転向。2年次の夏からレギュラーとなり、秋季は中国地区大会にも進出したが、準々決勝で敗れた。3年夏の全国高等学校野球選手権広島大会では3回戦で瀬戸内高校に敗れている。卒業後は駒澤大学へ進学し、同野球部では1年次からレギュラーを務め、4年秋に大学日本一となった。東都大学リーグ通算88試合出場、294打数73安打、打率.248、0本塁打、21打点。駒大では同期の前田大輔や川岸強の他に、3学年先輩に新井貴浩、1学年先輩に武田久、1学年後輩に同郷で同じく内野を守った梵英心、2学年後輩に古谷拓哉、3学年後輩に服部泰卓がいた。
大学卒業後は、社会人野球のNKKへ入団。先頭打者として第73回都市対抗野球大会ベスト8進出に貢献し、若獅子賞を獲得した。その後、日本鋼管（NKK）と川崎製鉄との経営統合によってJFEスチールが発足し、野球部も統合されJFE西日本となった後も、そちらに移籍しプレーを続け、2003年の第74回都市対抗野球大会では1回戦で敗退したが遊撃手としての守備力が買われ、同年秋のドラフト会議で北海道日本ハムファイターズに5巡目で指名され、入団。駒大の先輩にあたる武田とプロで再びチームメイトとなった。

### 日本ハム時代
入団当初は金子誠を脅かす即戦力として期待されたが、2004年・2005年ともに一軍出場なし。二軍（イースタン・リーグ）では打率.273（2005年）を残したほか、遊撃手のみでは活躍の場が得られないとして、二塁手を中心に内野の4ポジション全てで起用された。
2006年6月18日に一軍初出場を果たし、同年7月1日の対東北楽天ゴールデンイーグルス戦（札幌ドーム）では、プロ初打席で二塁打を放った。7月9日の対西武ライオンズ戦（インボイスSEIBUドーム）では三塁手として初先発起用され、以降はホセ・マシーアス・飯山裕志との併用で出場する機会も増え、8月以降は三塁手としてはチーム最多の19試合に先発、日本シリーズも指名打者制のある札幌ドームでの試合では全試合でスタメンを勝ち取り、第5戦では川上憲伸から反撃の突破口となる二塁打を放ち、その後同点のホームを踏んでいる。
2007年は開幕から一軍入りし、一塁手・三塁手、または代打で起用された。9月からは一塁手のレギュラーとして起用され、ポストシーズンでも10試合中8試合に先発出場。先発でない試合でもベンチでムードメーカーとしての役割を果たし、一軍に定着した。
2008年も開幕を一軍で迎えるが、死球による手の骨折で離脱。復帰後もベンチを暖めることが多かった。打率が低迷する時期が長かったが、6月17日の対広島東洋カープ戦（広島市民球場）でスタメン起用されると猛打賞を記録し、故郷に錦を飾った。
2009年は一塁に髙橋信二、三塁に小谷野栄一が定着したために出場機会が減少するが、試合終盤の守備要員で起用されるだけでなく、8月6日の対埼玉西武ライオンズ戦（西武ドーム）では9回表に決勝適時打を放つなど、代打の打率が4割を超える活躍を見せた。同年11月25日、加藤武治・松家卓弘・関口雄大との交換トレードで、坂元弥太郎・松山傑と共に横浜ベイスターズへ移籍した。背番号は32。

### 横浜時代
2010年は開幕一軍メンバーに入るものの、22試合の出場に留まった。オフに背番号を00に変更した。
2011年は左の代打や、ブレット・ハーパーの守備固めとして起用された。7月10日の中日ドラゴンズ戦では代打で決勝適時打を打ち、三浦大輔のシーズン初勝利を演出した。一軍で61試合に出場したが、10月9日に球団から戦力外通告を受けた。

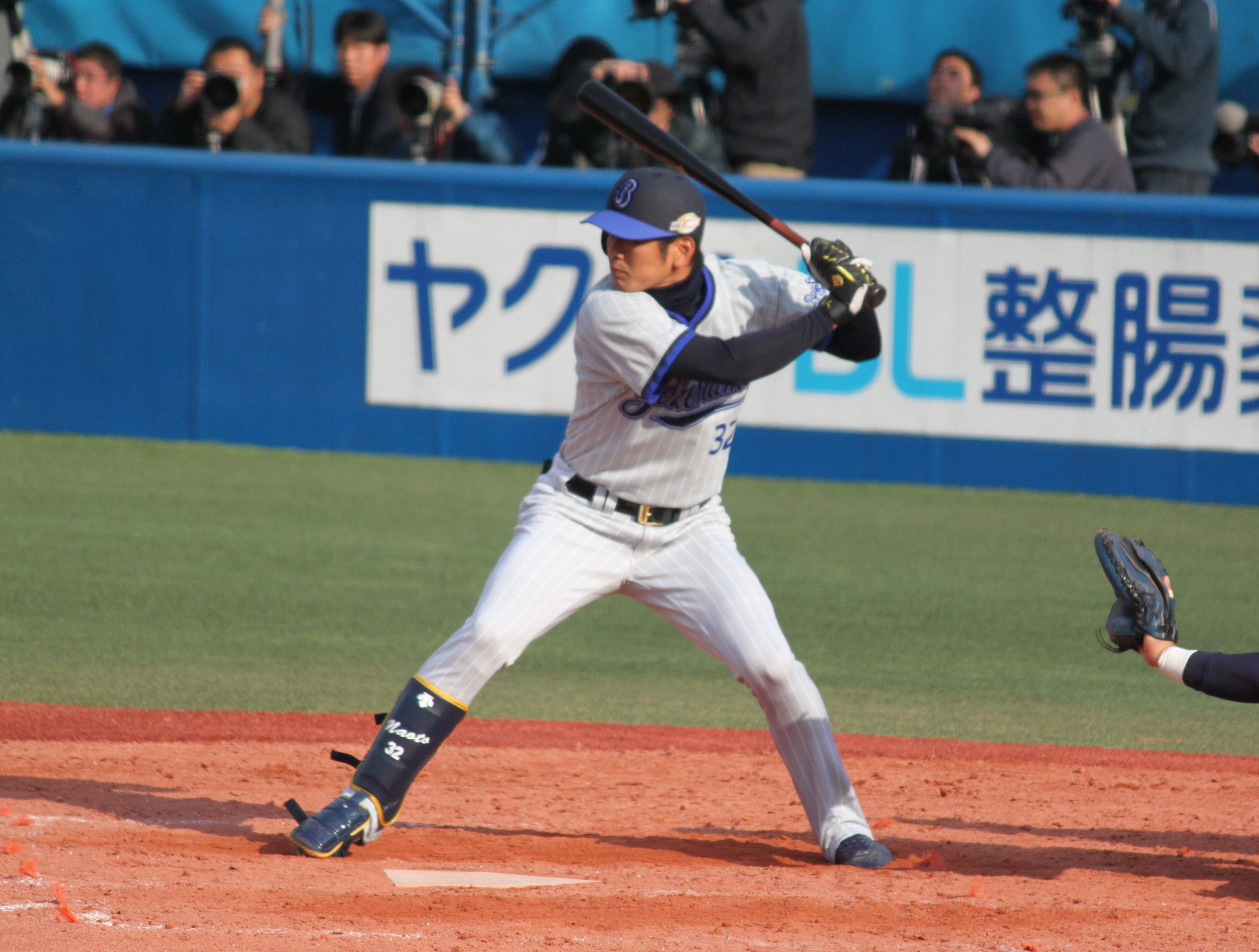
横浜時代（2010年）

その後、12月6日に東北楽天ゴールデンイーグルスが獲得を発表。

### 楽天時代

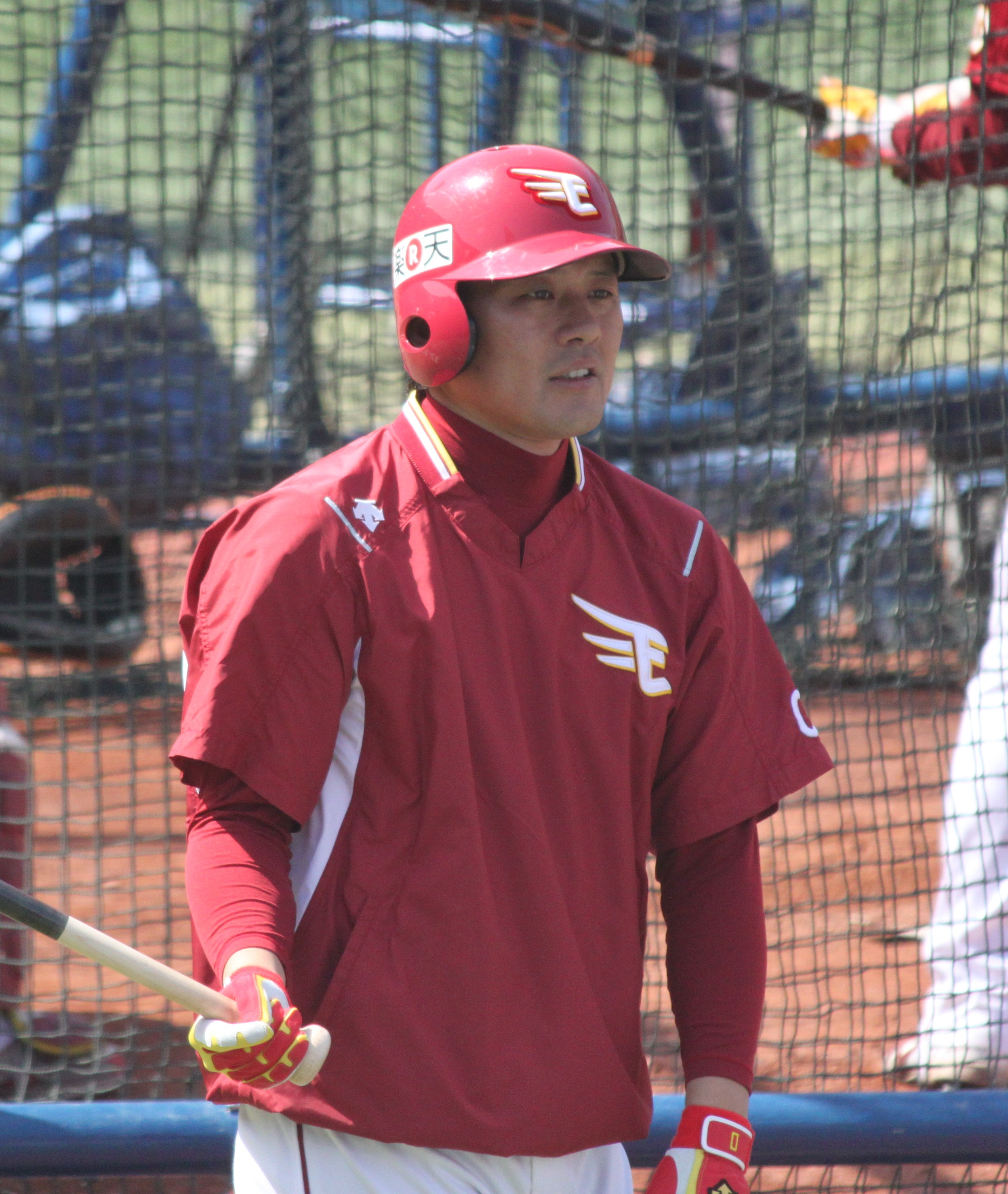
楽天時代
（2012年3月20日、横浜スタジアムにて）

2011年12月8日に川島亮・加藤大輔・定岡卓摩と共に入団会見を行った。背番号は0。
しかし、2012年は一軍では2試合のみの出場に終わり、シーズン終了後の11月4日、戦力外通告を受けた。同年11月17日、現役引退を発表。

### 引退後
一時は楽天球団スタッフに就任する予定と報じられたが、2013年より、札幌テレビ放送（STV）・STVラジオの野球解説者・スポーツキャスターに就任。1月29日放送の『どさんこワイド』より活動を開始した。
その後は、STV・STVラジオ以外の放送局でも活動。2016年よりGAORAおよび北海道文化放送（UHB）の中継に出演した。2017年7月11日にはテレビ北海道（TVh）の中継、8月13日には北海道テレビ放送（HTB）の中継に登場。
2022年は古巣・日本ハムに復帰し、一軍内野守備走塁コーチを担当。2023年は二軍内野守備走塁コーチを務め、同年限りで退団した。
2023年12月27日、台湾プロ野球・富邦ガーディアンズの守備コーチに就任した。2024年限りで退団した。
2025年からは、GAORAの野球解説者に復帰する。

## 選手としての特徴
現役時代は俊足巧打と内野全ポジションを守れるユーティリティー性を武器に、主に代打など貴重なスーパーサブとして活躍した。
打席では「とにかく相手の嫌がることをしよう」と心掛け、進塁打や四球をもぎ取るなど後ろに繋ぐ役割をこなしていた。

## 人物
ひょうきんで明るい性格であり、ムードメーカーとしてチームメートからもファンからも愛された。ムードメーカーと形容されるようにベンチでの人一倍大きな声出しも武器。日本ハム時代の監督・梨田昌孝は稲田の大きな声を頼りにしており、稲田が故障で一軍から離脱した際は「ベンチが静かすぎるんだよな」と嘆くほどであった。なお、二軍でリハビリ中の稲田自身も、一軍戦の中継を見て静かなベンチに驚き「僕の代わりはいませんでしたね」と語っている。2010年に稲田が横浜に移籍することとなり、味方から敵となった武田勝は「（稲田は）とにかくうるさいんだけど、中身が『クセ見えてる！』とかなんだよね。そうするとどうしても気になるし、投球もおかしくなりかねない。同じチームにいた時は、そこまでとは思わなかったんだけどね」と語っている。
日本ハム時代は試合後のヒーローインタビューで出身地の広島弁と北海道弁を混ぜた「なまら最高じゃけんのう！」の決め台詞でファンを沸かせた。
日本ハムから横浜へトレードを通告された際は「ファイターズで骨を埋めたかった」と漏らすほどチームに対して強い愛着を持っていた。
日本ハム時代は自身がプロデュースした弁当、パンなどがローソン（北海道内限定）で一時販売されていた。
卓球を得意としており、日本ハム時代にはファンフェスティバルで行われた卓球王座決定戦で（2008年はシングルス、2009年は中田翔とのダブルス）2年連続の優勝を果たしている。

## 詳細情報

### 年度別打撃成績
| 年 度     | 球 団     | 試 合 | 打 席 | 打 数 | 得 点 | 安 打 | 二 塁 打 | 三 塁 打 | 本 塁 打 | 塁 打 | 打 点 | 盗 塁 | 盗 塁 死 | 犠 打 | 犠 飛 | 四 球 | 敬 遠 | 死 球 | 三 振 | 併 殺 打 | 打 率 | 出 塁 率 | 長 打 率 | O P S |
| --------- | --------- | ----- | ----- | ----- | ----- | ----- | -------- | -------- | -------- | ----- | ----- | ----- | -------- | ----- | ----- | ----- | ----- | ----- | ----- | -------- | ----- | -------- | -------- | ----- |
| 2006      | 日本ハム  | 33    | 72    | 63    | 5     | 17    | 3        | 2        | 0        | 24    | 3     | 0     | 0        | 4     | 1     | 3     | 0     | 1     | 14    | 1        | .270  | .309     | .381     | .690  |
| 2007      | 日本ハム  | 83    | 175   | 160   | 15    | 44    | 2        | 1        | 0        | 48    | 14    | 0     | 1        | 8     | 2     | 5     | 1     | 0     | 23    | 3        | .275  | .293     | .300     | .593  |
| 2008      | 日本ハム  | 99    | 211   | 185   | 10    | 41    | 1        | 1        | 0        | 44    | 12    | 3     | 0        | 18    | 0     | 6     | 1     | 2     | 13    | 2        | .222  | .254     | .238     | .492  |
| 2009      | 日本ハム  | 65    | 67    | 65    | 4     | 18    | 3        | 0        | 0        | 21    | 7     | 1     | 0        | 0     | 0     | 2     | 0     | 0     | 7     | 1        | .277  | .299     | .323     | .622  |
| 2010      | 横浜      | 22    | 24    | 21    | 3     | 6     | 1        | 0        | 0        | 7     | 1     | 0     | 0        | 1     | 0     | 2     | 1     | 0     | 3     | 0        | .286  | .348     | .333     | .681  |
| 2011      | 横浜      | 61    | 42    | 42    | 4     | 10    | 1        | 0        | 0        | 11    | 2     | 0     | 0        | 0     | 0     | 0     | 0     | 0     | 11    | 0        | .238  | .238     | .262     | .500  |
| 2012      | 楽天      | 2     | 4     | 4     | 0     | 1     | 0        | 0        | 0        | 1     | 0     | 0     | 0        | 0     | 0     | 0     | 0     | 0     | 0     | 1        | .250  | .250     | .250     | .500  |
| 通算：7年 | 通算：7年 | 365   | 595   | 540   | 41    | 137   | 11       | 4        | 0        | 156   | 39    | 4     | 1        | 31    | 3     | 18    | 3     | 3     | 71    | 8        | .254  | .280     | .289     | .571  |

### 年度別守備成績
| 年 度 | 球 団    | 一塁  | 一塁  | 一塁  | 一塁  | 一塁  | 一塁     | 二塁  | 二塁  | 二塁  | 二塁  | 二塁  | 二塁     | 三塁  | 三塁  | 三塁  | 三塁  | 三塁  | 三塁     | 遊撃  | 遊撃  | 遊撃  | 遊撃  | 遊撃  | 遊撃     |
| 年 度 | 球 団    | 試 合 | 刺 殺 | 補 殺 | 失 策 | 併 殺 | 守 備 率 | 試 合 | 刺 殺 | 補 殺 | 失 策 | 併 殺 | 守 備 率 | 試 合 | 刺 殺 | 補 殺 | 失 策 | 併 殺 | 守 備 率 | 試 合 | 刺 殺 | 補 殺 | 失 策 | 併 殺 | 守 備 率 |
| ----- | -------- | ----- | ----- | ----- | ----- | ----- | -------- | ----- | ----- | ----- | ----- | ----- | -------- | ----- | ----- | ----- | ----- | ----- | -------- | ----- | ----- | ----- | ----- | ----- | -------- |
| 2006  | 日本ハム | 1     | 1     | 0     | 0     | 1     | 1.000    | -     | -     | -     | -     | -     | -        | 21    | 6     | 32    | 4     | 3     | .905     | -     | -     | -     | -     | -     | -        |
| 2007  | 日本ハム | 48    | 242   | 10    | 1     | 15    | .996     | 1     | 1     | 1     | 0     | 1     | 1.000    | 32    | 14    | 33    | 2     | 2     | .959     | -     | -     | -     | -     | -     | -        |
| 2008  | 日本ハム | 17    | 65    | 5     | 2     | 12    | .972     | -     | -     | -     | -     | -     | -        | 79    | 32    | 74    | 2     | 0     | .981     | 3     | 1     | 1     | 0     | 0     | 1.000    |
| 2009  | 日本ハム | 27    | 65    | 1     | 0     | 8     | 1.000    | 8     | 4     | 9     | 1     | 2     | .929     | 13    | 3     | 7     | 1     | 1     | .909     | -     | -     | -     | -     | -     | -        |
| 2010  | 横浜     | -     | -     | -     | -     | -     | -        | 1     | 0     | 3     | 0     | 0     | 1.000    | 2     | 0     | 0     | 0     | 0     | ----     | -     | -     | -     | -     | -     | -        |
| 2011  | 横浜     | 32    | 45    | 4     | 0     | 3     | 1.000    | -     | -     | -     | -     | -     | -        | -     | -     | -     | -     | -     | -        | -     | -     | -     | -     | -     | -        |
| 2012  | 楽天     | -     | -     | -     | -     | -     | -        | 1     | 5     | 6     | 1     | 1     | .917     | -     | -     | -     | -     | -     | -        | -     | -     | -     | -     | -     | -        |
| 通算  | 通算     | 125   | 418   | 20    | 3     | 39    | .993     | 11    | 10    | 19    | 2     | 4     | .935     | 147   | 55    | 146   | 9     | 6     | .957     | 3     | 1     | 1     | 0     | 0     | 1.000    |

### 記録
初記録
- 初出場：2006年6月18日、対広島東洋カープ6回戦（札幌ドーム）、9回裏にフェルナンド・セギノールの代走として出場
- 初打席・初安打：2006年7月1日、対東北楽天ゴールデンイーグルス9回戦（札幌ドーム）、8回裏に鶴岡慎也の代打として出場、一場靖弘から右中間二塁打
- 初打点：2006年7月6日、対オリックス・バファローズ10回戦（札幌ドーム）、8回裏に歌藤達夫から左前適時打
- 初先発出場：2006年7月9日、対西武ライオンズ11回戦（インボイスSEIBUドーム）、7番・三塁手として先発出場
- 初盗塁：2008年7月12日、対福岡ソフトバンクホークス13回戦（札幌ドーム）、7回裏に二盗（投手：陽耀勲、捕手：髙谷裕亮）

### 背番号
- 54（2004年 - 2007年）
- 5（2008年 - 2009年）
- 32（2010年）
- 00（2011年）
- 0（2012年）
- 78（2022年 - 2023年）
- 51（2024年）

## 関連情報

### 雑誌連載
- 『稲田直人のお悩み相談室』→『稲田直人のお悩み相談室2008』→『イナダの部屋』（日本ハム選手時代、同球団公式情報誌『Fighters Magazine』に連載）

### 出演番組
- どさんこワイド（STV） - スポーツキャスター[注 1]
- どさんこワイド!!朝!（STV） - スポーツキャスター[注 1]
- マハトマパンチ（STV） - スポーツキャスター[注 1][注 4]
- 稲田直人の野球ちょっといい話（STVラジオ）
- プロ野球中継（各放送局） - 解説
  - STV制作・放送分[注 1] - 副音声解説、ベンチサイド解説という形で出演の場合あり[注 5]。
  - STVファイターズLIVE（STVラジオ）[注 1]
  - GAORAプロ野球中継（GAORA） - 2016年より、日本ハム主催試合分の解説を担当[注 2]。テレビ埼玉『ヒットナイター』との同時ネットの場合もあり[注 6]。
  - TVh制作・放送分[注 3]
  - HTB制作・放送分[注 7]
  - UHB制作・放送分[注 8]
  - HBCラジオ制作・放送分（2021年7月14日の日本ハム対オリックス戦にて初解説[注 9]）